# Oberndorf in Tirol
Oberndorf in Tirol település Ausztriában, Tirolban a Kitzbüheli járásban található. Területe 17,7 km², lakosainak száma 2 057 fő, népsűrűsége pedig 120 fő/km² (2014. január 1-jén). A település 687 méteres tengerszint feletti magasságban helyezkedik el.

## Fordítás
- Ez a szócikk részben vagy egészben  az   Oberndorf in Tirol című angol Wikipédia-szócikk ezen változatának fordításán alapul.  Az eredeti cikk szerkesztőit annak laptörténete sorolja fel. Ez a jelzés csupán a megfogalmazás eredetét és a szerzői jogokat jelzi, nem szolgál a cikkben szereplő információk forrásmegjelöléseként.